# Smętowo Leśne
Smętowo Leśne – osada leśna wsi Kosy w Polsce, położona w województwie pomorskim, w powiecie kartuskim, w gminie Kartuzy. Wchodzi w skład sołectwa Kosy.
W latach 1975–1998 osada administracyjnie należała do województwa gdańskiego.